# Fahriye Evcen
Fahriye Evcen (Solingen, 4 giugno 1986) è un'attrice turca, nota per aver interpretato il ruolo di Necla Tekin nella serie Yaprak Dökümü e per quello di Feride nella serie Çalıkuşu.

## Biografia
Nata nel 1986 a Solingen, in Germania da madre di etnia adighè e da padre turco originario di Salonicco, Fahriye Evcen da adolescente, nel corso di una vacanza in Turchia, ha partecipato ad un programma di Oya Aydoğan, che l'ha poi presentata a sua volta al produttore İbrahim Mertoğlu. Durante i propri studi all'Università Düsseldorf Heinrich-Heine ha ricevuto un'offerta di lavoro per divenire attrice in Turchia e decide pertanto di trasferirsi ad Istanbul. Non avendo ancora terminato i propri studi in Germania ha deciso poi di iscriversi presso la facoltà di storia dell'Università del Bosforo, dove al termine degli studi ha conseguito la laurea.
Dal 2006 al 2010 ha avuto la sua prima interpretazione di rilievo nella serie televisiva Yaprak Dökümü, in cui ha vestito i panni di Necla Tekin. Nel 2008 ha fatto il suo debutto cinematografico con Cennet e nello stesso anno è stata scelta come protagonista di un altro film, Un amore come te (Aşk Tutulması). Nel 2012 ha ricoperto il ruolo della protagonista Mehpare nella serie Veda. Nel 2013 e nel 2014 è stata scritturata per interpretare il ruolo di Feride nella serie Çalıkuşu, accanto all'attore Burak Özçivit. Nel 2014 ha ricoperto il ruolo di Mürvet "Murka" nella serie La ragazza e l'ufficiale (Kurt Seyit ve Şura), insieme all'attore Kıvanç Tatlıtuğ. Nel 2017 ha vestito i panni di Zeynep nel film Eternal Love - L'eternità in un attimo (Sonsuz Aşk), accanto all'attore Murat Yildirim. Nello stesso anno ha interpretato il ruolo di Selvi nella serie Ölene Kadar. Nel 2021 e nel 2022 ha ottenuto il ruolo di Akça Hatun nella serie Alparslan: Büyük Selçuklu.

## Vita privata
Dal 2008 al 2010 ha avuto una relazione con il cantante, attore e regista Özcan Deniz.
Il 29 giugno 2017 ha sposato a Istanbul il collega Burak Özçivit, conosciuto suo co-protagonista nella serie Çalıkuşu. La coppia ha avuto due figli: Karan, nato il 13 aprile 2019, e Kerem, nato il 18 gennaio 2023.

## Filmografia

### Cinema
- Cennet, regia di Biray Dalkıran (2008)
- Aşk Tutulması, regia di Murat Şeker (2008)
- Takiye: Allah Yolunda, regia di Ben Verbong (2010)
- Diventare italiano con la signora Enrica (Sinyora Enrica ile Italyan Olmak), regia di Ali İlhan (2010)
- Evim Sensin, regia di Özcan Deniz (2012)
- Un amore come te (Aşk Sana Benzer), regia di A. Taner Elhan (2015)
- Eternal Love - L'eternità in un attimo (Sonsuz Aşk), regia di Ahmet Katıksız (2017)

### Televisione
- Asla Unutma – serie TV (Show TV, 2005)
- Hasret – serie TV, 2 episodi (Kanal D, 2006)
- Yaprak Dökümü – serie TV, 174 episodi (Kanal D, 2006-2010)
- Yalancı Bahar – serie TV, 9 episodi (Star TV, 2011)
- Veda – serie TV, 8 episodi (Kanal D, 2012)
- Çalıkuşu – serie TV, 30 episodi (Kanal D, 2013-2014)
- La ragazza e l'ufficiale (Kurt Seyit ve Şura) – serie TV, 8 episodi (Star TV, 2014)
- Ölene Kadar – serie TV, 13 episodi (ATV, 2017)
- Alparslan: Büyük Selçuklu – serie TV, 27 episodi (TRT 1, 2021-2022)

## Spot pubblicitari
- Ülker Golf Bravo (2011)
- L'Oreal Paris Elseve (2015)
- Koton (2016-2019)
- Divanev (2021)
- Prima (2021)

## Doppiatrici italiane
Nelle versioni in italiano dei suoi film e delle sue serie TV, Fahriye Evcen è stata doppiata da:
- Patrizia Mottola[20] in Eternal Love - L'eternità in un attimo[21]
- Laura Marcucci[22] ne La ragazza e l'ufficiale,[23] in Un amore come te[24]

## Riconoscimenti
- Altın Sebilj Ödülü
  - 2016: Vincitrice come Attrice dell'anno per la serie Çalıkuşu
- AYD Ödülleri
  - 2017: Vincitrice come Volto del marchio preferito per Koton
- Elle Style Awards
  - 2014: Vincitrice come L'attrice più elegante
- İstanbul Üniversitesi 1453 Ödülü
  - 2017: Vincitrice come Attrice dell'anno per il film Eternal Love - L'eternità in un attimo (Sonsuz Aşk)
- MGD 19. Altın Objektif Ödülleri
  - 2018: Vincitrice come Miglior attrice per il film Evim Sensin
- Yeni Kadin
  - 2017: Vincitrice come La donna più popolare dell'anno
- YTÜ Yılın Yıldızları Ödülleri
  - 2016: Vincitrice come Attrice cinematografica preferita per il film Un amore come te (Aşk Sana Benzer)
  - 2018: Vincitrice come Attrice cinematografica preferita per il film Evim Sensin
- Siyaset Dergisi Ödülleri
  - 2018: Vincitrice come Attrice cinematografica dell'anno per il film Evim Sensin
- Turkey Youth Awards
  - 2016: Candidata come Miglior attrice televisiva per la serie Çalıkuşu
  - 2017: Candidata come Miglior film pubblicitario per Koton
  - 2017: Vincitrice come Attrice cinematografica preferita per il film Eternal Love - L'eternità in un attimo (Sonsuz Aşk)
  - 2018: Vincitrice come Miglior attrice cinematografica per il film Eternal Love - L'eternità in un attimo (Sonsuz Aşk)